# Frans Vos
Frans Vos (* 22. Februar 1925 in Breda; † 14. April 2001 in ’s-Hertogenbosch) war ein niederländischer Radrennfahrer.

## Sportliche Laufbahn
Vos war im Straßenradsport aktiv. Als Amateur gewann er die Ronde van Kruiningen 1948. Von 1949 bis 1955 war er Unabhängiger und Berufsfahrer. 1950 gewann er eine Etappe in der Ronde van Nederland. In der Ronde van Midden Nederland 1948 belegte er den 2. Platz hinter Gerrit Voorting.
Die Tour de France 1950 bestritt er für die Nationalmannschaft. Er beendete die Rundfahrt nicht. In den Rennen der Monumente des Radsports war der 54. Platz im Rennen Lüttich–Bastogne–Lüttich 1951 sein bestes Resultat.